# Angelo Santagostino
Angelo Santagostino (Milano, 1878 – Milano, 1947) è stato un pittore e imprenditore italiano.

## Biografia
Nasce a Milano nel 1878, figlio dell'industriale Paolo Santagostino, fondatore nel 1876 del Calzificio Santagostino a Niguarda. Giovanissimo entrò a lavorare nell'azienda di famiglia, ampliandola e realizzando la prima fabbrica italiana di macchine e aghi per maglieria. Contribuì notevolmente a trasformare la realtà sociale di Niguarda da agricola a industriale.
Particolarmente attivo nella vita lavorativa e sociale lombarda riusciva a ritagliarsi dei momenti di libertà per dedicarsi alla pittura. Autodidatta, nella sua formazione artistica era amico di numerosi pittori come Guido Tallone, Alberto Salietti e Francesco De Rocchi.
Ha dipinto specialmente paesaggi e nature morte, scegliendo i suoi soggetti tra la natura della Brianza. Ha esposto per la prima volta a Sanremo, dove è stato premiato con medaglia d'argento per i quadri Case e Paesaggio; poi ha partecipato alle mostre della Famiglia Artistica di Milano; dei Sindacati; della Permanente; alla Esposizione tenutasi a Roma nel 1928; alla Biennale negli anni '30.
Nel 2017 alcune sue opere sono state esposte a Caglio, comune di villeggiatura che ne ospita la tomba, alla mostra Viaggio pittorico su Caglio e dintorni.
Fra i suoi quadri si notano: Lago Maggiore; La Pellizzera; Cascina, acquistato dalla Permanente di Milano; Boscaglia; Suburbio; Natura morta.
Le sue opere sono presso privati o di proprietà della famiglia dell'artista. Alla Galleria d'Arte Moderna di Milano esistono: Madonna di Campoé; Paesaggio di collina.